# 高松市立木太南小学校
高松市立木太南小学校（たかまつしりつ きたみなみしょうがっこう）は、香川県高松市木太町にある市立小学校。マンモス校化した高松市立木太小学校から分離して開校した。

## 概要
高松市の東部、南北に細長い木太地区の南部に位置している。周辺は戦後高松市のベッドタウンとして人口が急増し、校区は木太小学校から分割されたものである。

## 学校データ
- 児童数：605人（2023年度[1]）
- 児童愛称：南っ子

学校施設（2010年5月1日時点）
- 普通教室：24教室
- 特別教室：13教室
- 校舎面積：6277m2
- 体育館面積：1053m2

服装規定
- 制服：あり（通年必用）
- 防寒着：なし

## 歴史

### 年表
- 1977年（昭和52年）4月1日 - 開校。校区を木太小学校区から分割。
- 1977年（昭和52年）5月26日 - 開校記念式典。
- 1978年（昭和53年）3月3日 - 校歌制定。
- 2004年（平成16年）4月1日 - 高松市立小中学校全校で3学期制を廃して2学期制を導入。
- 2013年（平成25年）4月1日 - 高松市立小中学校全校で3学期制に移行。

### 全校児童数の推移
木太南小学校の児童数は増加している。特に2005年度からは急増しており、この頃に校区内の太田第2土地区画整理事業がほぼ完了し、急速に開発が進んだ。
- 1999年度：641人
- 2000年度：635人（-6人）
- 2001年度：608人（-27人）
- 2002年度：624人（+16人）
- 2003年度：622人（-2人）
- 2004年度：618人（-4人）
- 2005年度：644人（+26人）
- 2006年度：667人（+23人）
- 2007年度：714人（+47人）
- 2008年度：721人（+7人）
- 2009年度：735人（+14人）
- 2010年度：736人（+1人）
- 2011年度：751人（+15人）
- 2023年度：605人

## 教育目標
- 楽しい学校生活のもと、自ら考え行動できるたくましい、人間性豊かな児童を育てる

児童像
- よく考える子
- 助け合う子
- たくましい子

## 学校行事
- 4月 始業式、入学式、PTA総会
- 5月 校外学習、運動会
- 6月 プール開き
- 7月 集団宿泊学習（5年）
- 8月　夏休み
- 9月　夏休み
- 10月 終業式、始業式、修学旅行（6年）、校外学習（1年から5年）
- 11月 南っ子フェスタ
- 12月
- 1月
- 2月
- 3月 卒業式、終業式

## 通学区域
通学区域は高松市木太地区の一部。開校前のこの地域は木太小学校区であった。
- 高松市
  - 木太町357番地1、360番地、361番地2、365番地2、9、410番地1、411番地～416番地6、419番地、420番地1、2、421番地1、424番地～430番地、435番地～490番地1、492番地4、493番地～496番地、497番地5、10、498番地1、8～11、13、499番地～501番地1、3、5、8、502番地～882番地、1001番地～1002番地、1003番地3、1011番地～1013番地、1014番地3、1047番地3～5、1048番地～1097番地、1107番地～1539番地1、1539番地5～1608番地1、1609番地1、4、6、7、1609番地9～11、1610番地3、1612番地～1618番地1、1627番地3、1628番地1、3、1629番地1、4、1632番地1、1633番地3、1634番地3、1671番地1、7、1683番地1、5～7、9、1684番地3、1685番地、1686番地～1688番地1、1688番地8、9、1689番地1、1690番地1、4、1696番地1、1697番地1、3、4、1699番地～1769番地、1770番地3、1772番地、1774番地1、4～17、1775番地1、4、6～8、10～14、16～23、25、1776番地～1809番地3、1810番地1、1811番地3、1814番地1、5、6、8、9、1815番地1、4～6、9～11、3916番地3、5、3918番地1、5、3919番地～3920番地1、3921番地、3922番地1～4、3923番地2、3、3924番地1～15、3925番地1、3926番地4、3927番地～3929番地1、3930番地3、3931番地3、3932番地、3933番地1、4～13、3935番地3、9～19、3936番地3、3939番地3～5、3940番地1、2、3941番地～3969番地2、3970番地、3971番地、3981番地～4498番地、5001番地～5003番地

## 進学先中学校
- 高松市立木太中学校
- 香川県立北中学校（略：県北）

## 校区内の主な施設
- 香川県道43号中徳三谷高松線
- 香川県道272号高松志度線
- ことでん長尾線林道駅・木太東口駅

## 交通
- ことでん長尾線林道駅より徒歩5分（0.3km）